# Javier Mas Arrondo
Javier Mas Arrondo (Saragossa, 29 d'abril de 1952) és un músic que toca la guitarra de dotze cordes, l'arxillaüt, la bandúrria i el llaüt. Ha tocat amb Carlos Cano, Raimundo Amador, Agapito Marazuela, Julia León o Maria del Mar Bonet, però es feu famós per participar des del 2008 i durant tres anys en una gira de Leonard Cohen. Cohen l'havia descobert a través d'una cançó en un disc d'homenatge a Jackson Browne, coordinat pel poeta Alberto Manzano.